# بارنگسواو (استان پومرانی غربی)
بارنگسواو (به لهستانی:  Barnisław) یک روستا در لهستان است که در گمینا کووباسکووو واقع شده‌است.